# Cophomantella
Cophomantella é um gênero de traça pertencente à família Agonoxenidae.